# Algarve-Cup 2017
Der Algarve-Cup 2017 war die 24. Ausspielung dieser bedeutenden Turnierreihe für Frauen-Fußballnationalmannschaften und fand vom 1. bis zum 8. März 2017 wie in den Jahren zuvor an verschiedenen Spielorten der Algarve, der südlichsten Region Portugals, statt. Das Turnier wurde von den Fußballverbänden Dänemarks, Norwegens, Portugals und Schwedens organisiert. Von den Mannschaften, die im Vorjahr aus verschiedenen Gründen nicht teilnahmen, nahmen nun wieder China, Japan, Norwegen und Schweden teil. Dagegen nahmen Rekordsieger USA und Olympiasieger Deutschland ebenso wie England und Frankreich erneut nicht teil, weil sie in dieser Zeit bei der zweiten Austragung des SheBelieves Cups aufeinander trafen. Der in der FIFA-Weltrangliste bestplatzierte Teilnehmer war Titelverteidiger Kanada (4.). Weitere Top-10-Teilnehmer waren Australien (6.), Japan (7.) und Schweden (8.). Erstmals nahm die Spanische Fußballnationalmannschaft der Frauen teil, die das Turnier gewann, womit erstmals ein Turnierneuling gewinnen konnte. Für die acht europäischen Teilnehmer dient das Turnier auch als EM-Vorbereitung. Zeitgleich fand wie in den Vorjahren auch wieder der Zypern-Cup statt.

## Regularien
An dem Turnier nahmen zwölf Nationalmannschaften teil. Da die FIFA die Spiele als Freundschaftsspiele einstuft, durfte jede Mannschaft pro Spiel sechs Spielerinnen auswechseln. Dazu durften maximal vier Spielunterbrechungen genutzt werden, davon in der zweiten Halbzeit aber maximal drei.
Für die Rangfolge in den Gruppen bei Punktgleichheit galt zunächst der direkte Vergleich, dann die bessere Tordifferenz aus allen Gruppenspielen, danach die höhere Anzahl geschossener Tore in allen Gruppenspielen, die Fairplay-Wertung und als abschließendes Kriterium die Platzierung in der FIFA-Weltrangliste.
Bei Punktgleichheit zweier gleichplatzierter Mannschaften in verschiedenen Gruppen galt zunächst die bessere Tordifferenz aus allen Gruppenspielen, danach die höhere Anzahl geschossener Tore in allen Gruppenspielen, die Fairplay-Wertung und als abschließendes Kriterium die Platzierung in der FIFA-Weltrangliste.

## Teilnehmer
| Land 1              | Rang 2 | Anmerkung            |
| ------------------- | ------ | -------------------- |
| Australien          | 6      |                      |
| Volksrepublik China | 13     |                      |
| Dänemark*           | 15     | ständiger Teilnehmer |
| Island*             | 20     |                      |
| Japan               | 7      |                      |
| Kanada              | 4      | Titelverteidiger     |
| Niederlande*        | 12     |                      |
| Norwegen*           | 11     |                      |
| Portugal*           | 38     | ständiger Teilnehmer |
| Russland*           | 23     |                      |
| Schweden*           | 8      |                      |
| Spanien*            | 14     | erste Teilnahme      |

## Das Turnier
Alle Zeiten entsprachen der Westeuropäischen Zeit (MEZ-1 Stunde).

### Gruppenphase

#### Gruppe A
| Pl. | Land     | Sp. | S | U | N | Tore    | Diff. | Punkte |
| --- | -------- | --- | - | - | - | ------- | ----- | ------ |
| 1.  | Kanada   | 3   | 2 | 1 | 0 | 003:100 | +2    | 07     |
| 2.  | Dänemark | 3   | 2 | 0 | 1 | 012:200 | +10   | 06     |
| 3.  | Russland | 3   | 1 | 0 | 2 | 003:800 | −5    | 03     |
| 4.  | Portugal | 3   | 0 | 1 | 2 | 000:700 | −7    | 01     |

|                                                    |   |          |           |
| 1. März um 15:00 Uhr in Lagos                      |   |          |           |
| Portugal                                           | – | Russland | 0:1 (0:0) |
| 1. März um 18:30 Uhr in Lagos                      |   |          |           |
| Dänemark                                           | – | Kanada   | 0:1 (0:0) |
| 3. März um 15:00 Uhr in Faro-Loulé                 |   |          |           |
| Russland                                           | – | Kanada   | 1:2 (0:2) |
| 3. März um 19:00 Uhr in Parchal                    |   |          |           |
| Portugal                                           | – | Dänemark | 0:6 (0:4) |
| 6. März um 19:00 Uhr in Vila Real de Santo António |   |          |           |
| Russland                                           | – | Dänemark | 1:6 (1:1) |
| 6. März um 19:00 Uhr in Faro-Loulé                 |   |          |           |
| Portugal                                           | – | Kanada   | 0:0       |

#### Gruppe B
| Pl. | Land     | Sp. | S | U | N | Tore    | Diff. | Punkte |
| --- | -------- | --- | - | - | - | ------- | ----- | ------ |
| 1.  | Spanien  | 3   | 2 | 1 | 0 | 005:100 | +4    | 07     |
| 2.  | Japan    | 3   | 2 | 0 | 1 | 005:200 | +3    | 06     |
| 3.  | Island   | 3   | 0 | 2 | 1 | 001:300 | −2    | 02     |
| 4.  | Norwegen | 3   | 0 | 1 | 2 | 001:600 | −5    | 01     |

|                                                    |   |          |           |
| 1. März um 14:45 Uhr in Parchal                    |   |          |           |
| Japan                                              | – | Spanien  | 1:2 (0:0) |
| 1. März um 18:30 Uhr in Parchal                    |   |          |           |
| Norwegen                                           | – | Island   | 1:1 (1:1) |
| 3. März um 14:45 Uhr in Parchal                    |   |          |           |
| Japan                                              | – | Island   | 2:0 (2:0) |
| 3. März um 18:30 Uhr in Faro-Loulé                 |   |          |           |
| Spanien                                            | – | Norwegen | 3:0 (3:0) |
| 6. März um 14:45 Uhr in Vila Real de Santo António |   |          |           |
| Island                                             | – | Spanien  | 0:0       |
| 6. März um 14:45 Uhr in Faro-Loulé                 |   |          |           |
| Norwegen                                           | – | Japan    | 0:2 (0:0) |

#### Gruppe C
| Pl. | Land        | Sp. | S | U | N | Tore    | Diff. | Punkte |
| --- | ----------- | --- | - | - | - | ------- | ----- | ------ |
| 1.  | Australien  | 3   | 2 | 0 | 1 | 005:400 | +1    | 06     |
| 2.  | Niederlande | 3   | 2 | 0 | 1 | 004:300 | +1    | 06     |
| 3.  | Schweden    | 3   | 1 | 1 | 1 | 001:100 | ±0    | 04     |
| 4.  | China       | 3   | 0 | 1 | 2 | 001:300 | −2    | 01     |

|                                                    |   |             |           |
| 1. März um 15:00 Uhr in Albufeira                  |   |             |           |
| Niederlande                                        | – | China       | 1:0 (1:0) |
| 1. März um 18:30 Uhr in Albufeira                  |   |             |           |
| Australien                                         | – | Schweden    | 0:1 (0:0) |
| 3. März um 15:00 Uhr in Vila Real de Santo António |   |             |           |
| Australien                                         | – | Niederlande | 3:2 (3:0) |
| 3. März um 18:30 Uhr in Vila Real de Santo António |   |             |           |
| China                                              | – | Schweden    | 0:0       |
| 6. März um 15:00 Uhr in Parchal                    |   |             |           |
| China                                              | – | Australien  | 1:2 (1:0) |
| 6. März um 15:00 Uhr in Albufeira                  |   |             |           |
| Schweden                                           | – | Niederlande | 0:1 (0:0) |

### Platzierungsspiele
Die Orte der Platzierungsspiele werden erst festgelegt, nachdem die Paarungen feststehen. Sollten die Platzierungsspiele nach regulärer Spielzeit remis enden, gibt es ein Elfmeterschießen.
Spiel um Platz 11
|                             |   |          |           |
| 8. März um 14:45 in Parchal |   |          |           |
| Norwegen                    | – | Portugal | 2:0 (0:0) |

Spiel um Platz 9
|                             |   |       |           |
| 8. März um 18:30 in Parchal |   |       |           |
| Island                      | – | China | 2:1 (1:1) |

Spiel um Platz 7
|                               |   |          |           |
| 8. März um 18:30 in Albufeira |   |          |           |
| Schweden                      | – | Russland | 4:0 (3:0) |

Spiel um Platz 5
|                                    |   |             |           |
| 8. März um 14:45 Uhr in Faro-Loulé |   |             |           |
| Japan                              | – | Niederlande | 2:3 (1:2) |

Spiel um Platz 3
|                                   |   |          |           |
| 8. März um 14:45 Uhr in Albufeira |   |          |           |
| Australien                        | – | Dänemark | 1:1 (1:0) |

Sieger: die Mannschaft aus Dänemark mit 4:1 im Elfmeterschießen.

### Finale
| Spanien                                                       | Spanien | Kanada | Kanada |
| ------------------------------------------------------------- | --- | --- | ------ |
| Spanien                                                       | \| 8. März 2017 um 18:30 Uhr WEZ in Faro-Loulé (Estádio Algarve) \| \| Ergebnis: 1:0 (1:0) \| \| Schiedsrichterin: Yoshimi Yamashita ( Japan) \| \| Spielbericht \| | \| 8. März 2017 um 18:30 Uhr WEZ in Faro-Loulé (Estádio Algarve) \| \| Ergebnis: 1:0 (1:0) \| \| Schiedsrichterin: Yoshimi Yamashita ( Japan) \| \| Spielbericht \| | Kanada |
| Spanien                                                       | Sandra Paños – Mapi León (84. Patricia Guijarro), Irene Paredes, Ivana Andrés, Marta Torrejón – Silvia Meseguer, Alexia Putellas (71. Vicky Losada), Amanda Sampedro (84. Alexandra López), Leila Ouahabi – Jennifer Hermoso, Olga García (62. Maria Caldentey) Cheftrainer: Jorge Vilda | Stephanie Labbé – Marie Levasseur (60. Lindsay Agnew), Shelina Zadorsky, Kadeisha Buchanan, Ashley Lawrence – Rebecca Quinn, Desiree Scott (90.+1' Sarah Stratigakis), Nichelle Prince (42. Deanne Rose), Janine Beckie, Jessie Fleming – Jordyn Huitema (41. Christine Sinclair) Cheftrainer: John Herdman ( England) | Kanada |
| Spanien                                                       | 1:0 Leila Ouahabi (5.) | | Kanada |
| Spanien                                                       | María León, Silvia Meseguer | Deanne Rose | Kanada |
| 8. März 2017 um 18:30 Uhr WEZ in Faro-Loulé (Estádio Algarve) | | |        |
| Ergebnis: 1:0 (1:0)                                           | | |        |
| Schiedsrichterin: Yoshimi Yamashita ( Japan)                  | | |        |
| Spielbericht                                                  | | |        |

## Schiedsrichterinnen
| Verband  | Schiedsrichterinnen                               | Schiedsrichterassistentinnen                                                                            |
| -------- | ------------------------------------------------- | --- |
| AFC      | Casey Reibelt Yoshimi Yamashita                   | Renae Coghill Allyson Flynn Makoto Bozono Maiko Hagio                                                   |
| CAF      | Salima Mukansanga Fatou Thioune Jonesia Kabakama  | Mary Njoroge Bernadettar Kwimbira Fanta Kone Queency Victoire                                           |
| CONCACAF | Marianela Araya Ekaterina Koroleva                | Kimberly Moreira Yudilia Briones Felisha Mariscal Kathryn Nesbitt                                       |
| CONMEBOL | Laura Fortunato Edina Alves Batista               | Daiana Milone Tatiane Sacilotti Leslie Vásquez Mary Blanco Bolívar                                      |
| OFC      |                                                   | Sarah Jones Maria Tamalelagi                                                                            |
| UEFA     | Riem Hussein Sandra Braz Anastassija Pustowoitowa | Ekaterina Marinowa Lisa Rashid Christina Biehl Jekaterina Kurotschkina Kylie McMullan Rocío Puente Pino |

## Torschützinnen
| Rang | Spielerin                 | Tore |
| ---- | ------------------------- | ---- |
| 1    | Pernille Harder           | 4    |
|      | Kumi Yokoyama             | 4    |
| 3    | Emily Gielnik             | 3    |
| 4    | Wang Shanshan             | 2    |
|      | Sarah Dyrehauge Hansen 1  | 2    |
|      | Stine Larsen              | 2    |
|      | Sanne Troelsgaard Nielsen | 2    |
|      | Málfríður Sigurðardóttir  | 2    |
|      | Yui Hasegawa 1            | 2    |
|      | Christine Sinclair        | 2    |
|      | Vivianne Miedema          | 2    |
|      | Kosovare Asllani          | 2    |
|      | Olga García               | 2    |

| Rang | Spielerin                  | Tore |
| ---- | -------------------------- | ---- |
| 14   | Ellie Carpenter 1          | 1    |
|      | Alanna Kennedy             | 1    |
|      | Kyah Simon                 | 1    |
|      | Line Sigvardsen Jensen     | 1    |
|      | Nicoline Sørensen 1        | 1    |
|      | Katrine Veje               | 1    |
|      | Gunnhildur Yrsa Jónsdóttir | 1    |
|      | Sophie Schmidt             | 1    |
|      | Mandy van den Berg         | 1    |
|      | Anouk Dekker               | 1    |
|      | Renate Jansen              | 1    |
|      | Lieke Martens              | 1    |

| Rang                | Spielerin                   | Tore |
| ------------------- | --------------------------- | ---- |
| 14                  | Sherida Spitse              | 1    |
|                     | Ada Hegerberg               | 1    |
|                     | Ingvild Isaksen             | 1    |
|                     | Guro Reiten 1               | 1    |
|                     | Margarita Tschernomyrdina 1 | 1    |
|                     | Darja Makarenko             | 1    |
|                     | Natalia Maschina 1          | 1    |
|                     | Nilla Fischer               | 1    |
|                     | Fridolina Rolfö             | 1    |
|                     | Lotta Schelin               | 1    |
|                     | Jennifer Hermoso            | 1    |
|                     | Silvia Meseguer             | 1    |
|                     | Leila Ouahabi               | 1    |
| ET                  |                             |      |
| Sheila van den Bulk | 1                           |      |
| Maria Thorisdottir  | 1                           |      |

## Besonderheiten
- Spanien ist der erste Neuling, der das Finale erreicht hat und auch gewann.
- Für Norwegen und Schweden bedeuten die Spiele um Platz 11 bzw. 7 die bisher schlechtesten Platzierungen.
- Die Niederländerinnen spielten bei ihrer vierten Teilnahme zum vierten Mal um Platz 5
- Die Isländerin Sara Björk Gunnarsdóttir und die Norwegerin Elise Thorsnes kamen während des Turniers zu ihrem 100. Länderspiel.